# Andrej Prokofjev
Andrej Vasiljevitj Prokofjev (ryska: Андрей Васильевич Прокофьев), född den 6 juni 1959 i Sverdlovsk oblast - död den 19 juni 1989 i Jekaterinburg, var en sovjetisk före detta friidrottare som tävlade i häcklöpning och kortdistanslöpning.
Prokofjevs främsta individuella merit blev silvret på 110 meter häck från EM 1982. Han ingick i det sovjetiska stafettlag på 4 x 100 meter som vann olympiskt guld vid Olympiska sommarspelen 1980 i Moskva. Vid samma mästerskap var han i final på 110 meter häck och slutade fyra. 
Han blev även bronsmedaljör i stafett vid VM 1983 och guldmedaljör vid EM 1982.

## Personliga rekord
- 100 meter - 10,33 från 1982
- 110 meter häck - 13,28 från 1988